# Secció de voleibol del Nea Salamis Famagusta
|  | Per informació sobre el club esportiu, vegeu «Nea Salamis Famagusta»; per la secció de futbol, vegeu «Secció de futbol del Nea Salamis Famagusta». |

Nea Salamis Famagusta VC o Nea Salamina Famagusta VC ((grec):Νέα Σαλαμίς Αμμοχώστου) és un equip professional de voleibol amb seu a Ammochostos (també coneguda pel seu nom grec, Famagusta), Xipre. Esdevingué un club de refugiats des de la invasió turca de Xipre de 1974, quan Turquia ocupà la part nord de l'illa. El club té la seu temporalment a Limassol. L'equip és una secció del club esportiu Nea Salamis Famagusta, fundat el 1948.
Nea Salamis Famagusta VC és un dels equips més potents a Xipre. És el segon equip amb més guardons (després del Anorthosis Famagusta), amb 9 campionats de la Divisió 1 de Voleibol de Xipre, 8 copes i 8 supercopes. La seu de l'equip és a Limassol, a l'estadi cobert Spyros Kyprianou Athletic Center.

## Història

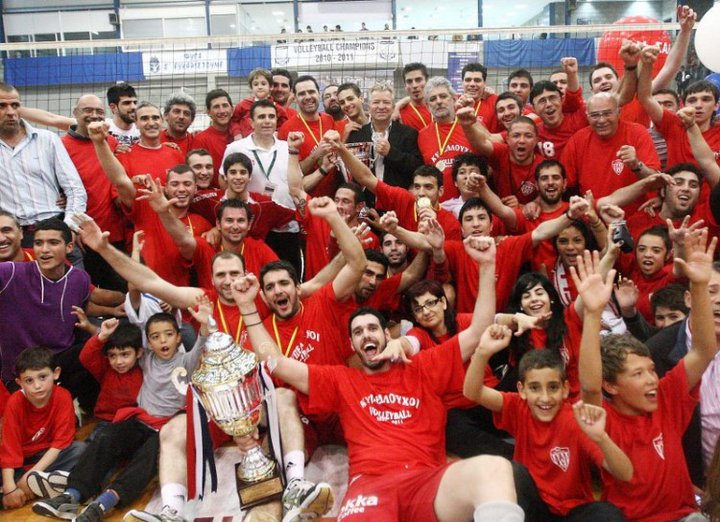
Lliurament del trofeu de la Copa Xipriota de Voleibol 2010-2011 al Nea Salamis Famagusta a l'Apollon Stadium.

Nea Salamis Famagusta fomentà l'esport del voleibol des de la seva fundació. Des del 1954, cada estiu el Nea Salamis organitzà lligues amateus i copes, que atragueren molt públic. En aquestes competicions, prengueren part equips de la regió com ara el Nea Salamina, l'Anorthosis Famagusta FC, l'Anagennisi Dherynia, el Marathon Kato Varosha o l'ENAD Hàgios Memnon.
Després de la invasió i el desplaçament de refugiats el 1974, Nikis Georgiou proposà el 1975 la creació d'un equip de voleibol a Limassol, per tal de mantenir l'entitat del club. L'equip de voleibol fou creat el 1976. És un dels 20 clubs fundadors de la Federació Xipriota de Voleibol el 1978. En la seva primera participació en la Divisió 1, finalitzà en segon lloc, plaça que també ocupà en les edicions de 1981 i 1983. El 1981 perdé el campionat a causa de la diferència de sets guanyats. El 1983 guanyà la primera final de copa, en vèncer l'Anorthosis per 3–1. Fou la primera final en la qual participava l'equip de voleibol, i el primer trofeu del club en la categoria masculina. La temporada 1989-90 guanyà el seu primer campionat de la història, al mateix temps que també guanyà la seva segona copa. A aquests èxits cal sumar un altre campionat la temporada 1990-91 i una altra copa la 1991-92.
Entre 1998 i 2003 domiaren el voleibol xipriota, ja que guanyaren 6 campionats consecutius, la qual cosa és un rècord de la història d'aquesta competició. Els últims quatre campionats foren, de fet, victòries en el campionat de lliga, de copa i de supercopa. L'entrenador dels 6 campionats consecutius fou Antonis Constantinou. De fet, arran d'aquests èxits, hom coneix l'equip com a reina del voleibol a Xipre.

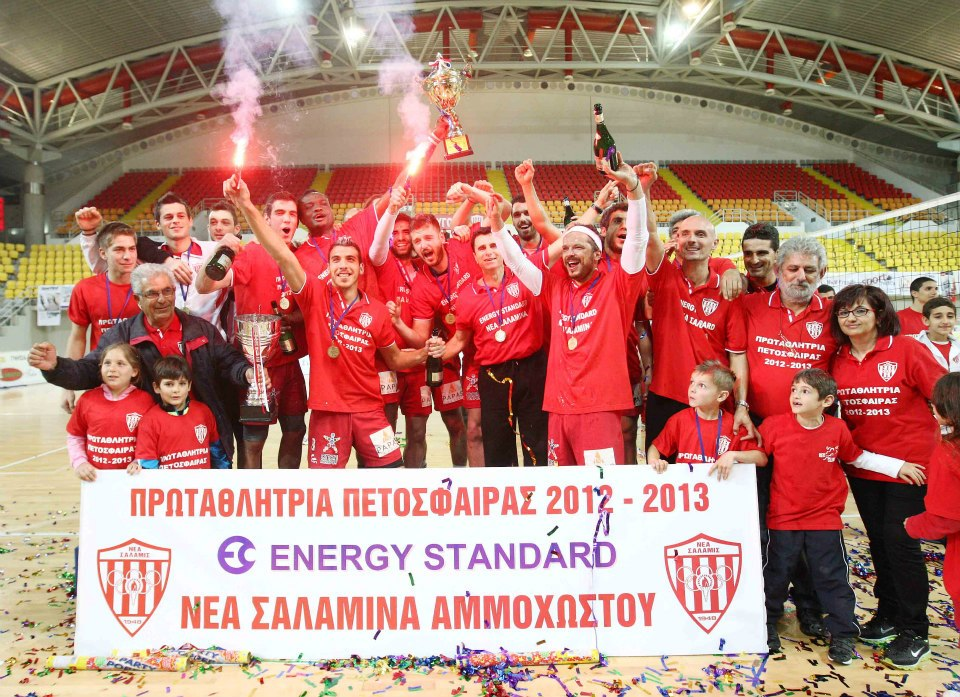
Lliurament del trofeu del Campionat Xipriota de Voleibol de la temporada 2012-2013 al Nea Salamis Famagusta en el Spyros Kyprianou Athletic Center.

En total, l'equip de voleibol ha guanyat 9 campionats de la Divisió 1 de la Lliga de Voleibol de Xipre, 8 copes i 8 supercopes. Ha arribat al segon lloc 6 cops, i ha estat finalista de la copa 6 cops.
L'estadi de l'equip de voleibol del Nea Salamis és el Spyros Kyprianou Athletic Center a Limassol.
L'equip ha participat diverses vegades en competicions europees. El seu major èxit a nivell europeu ha estat la classificació entre els 16 millors a la Challenge Cup, on guanyà l'equip de l'Anorthosis, també de Xipre, amb dues victòries, durant el període 2011–12. És considerat com un dels majors èxits dels equips xipriotes en Copes d'Europa, juntament amb l'AEK Karavas.

### Voleibol masculí
- Lliga xipriota (9): 1989/90, 1990/91, 1997/98, 1998/99, 1999/00, 2000/01, 2001/02, 2002/03, 2012/13
- Copa xipriota (7): 1982/83, 1989/90, 1991/92, 1999/00, 2000/01, 2001/02, 2002/03
- Supercopa xipriota (8): 1998, 1999, 2000, 2001, 2002, 2003, 2011, 2013

Sub-19
- Campionats:
  - Guanyador (9): 1994/95, 1998/99, 2004/05, 2005/06, 2006/07, 2007/08, 2010/11, 2011/12, 2012/13
- Copa:
  - Guanyador (6): 1996/97, 1998/99, 2005/06, 2006/07, 2007/08, 2009/10

Sub-17
- Campionats:
  - Guanyador (8): 1991/92, 2002/03, 2004/05, 2006/07, 2009/10, 2011/12, 2012/13, 2016/17

Sub-15
- Campionats:
  - Guanyador (7): 1991/92, 2002/03, 2005/06, 2006/07, 2011/12, 2013/14, 2016/17

### Voleibol femení
El 1978 es creà la secció femenina de l'equip de voleibol a Limassol, amb els objectius "primer, proporcionar a les dones l'oportunitat de jugar a voleibol, i segon, per mantenir l'entitat del club", que estava amenaçada a causa de la dispersió dels seguidors del club. El primer entrenador fou Nikis Georgiou.
Durant el període 1984–85, la Directiva del club decidí suspendre les activitats del club femení de voleibol a causa de dificultats financeres. En el seu darrer període, arribà a les finals de la copa. En total, tingué una presència de 7 temporades, en les quals va finalitzar en segon lloc en tres ocasions (1980/81, 1981/82, 1982/83), i en tres ocasions més fou finalista de la Copa (1979/1980, 1982/83, 1984/85). De fet, en el període 1981–82 aconseguiren el primer lloc ex aequo amb l'equip de l'AEL, però perdé en el desempat per una diferència de només dos sets.

## Entrenadors anteriors
- Nikis Georgiou (1977–78)
- Filippos Psilas (1985–86)
- Kosta Georgiou (1987-88/1995-96)
- Dimitri Letsief (1989–92)
- Petros Patsias (1993–94)
- Antonis Konstantinou (1997-05/2011-12)

## Jugadors anteriors
- Georgiou Kostas (Kotsios)
- Kalafatis Michalis
- Karantonis Pasxalis
- Konstantinou Antonis
- Charalampous Panagiotis (Panaos)
- Charalampous Lampis
- Chartosias Aimilios

## Equips base
El Nea Salamis també té seccions sub-17, sub-14 i sub-12. L'equip sub-17 ha guanyat 8 campionats (l'equip que més títols ha guanyat a la lliga), l'equip sub-14 ha aconseguit 6 campionats (més títols de lliga aconseguits), i l'equip sub-12 ha guanyat 5 campionats (també l'equip que més títols de lliga ha guanyat). L'equip sub-17 també ha guanyat 6 copes (és l'equip que més copes ha guanyat).

## Galeria d'imatges
- Seguidors del Nea Salamis Famagusta VC a la final de la Copa de Voleibol de Xipre 2010-11, on guanyaren la copa.
- Seguidors del Nea Salamis Famagusta VC a la final de la Copa de Voleibol de Xipre 2010-11, on guanyaren la copa.
- Seguidors del Nea Salamis Famagusta VC a la final de la Copa de Voleibol de Xipre 2010-11, on guanyaren la copa.
- Seguidors del Nea Salamis Famagusta VC al Spyros Kyprianou Athletic Center, celebrant el títol de lliga de la Divisió 1 2012-2013.
- Seguidors del Nea Salamis Famagusta VC al Spyros Kyprianou Athletic Center, celebrant el títol de lliga de la Divisió 1 2012-2013.